# Парк
Парк је део града или предела у коме се налази одржавано зеленило. Паркове често опкољавају значајније зграде нпр. замкови. Одржавање паркова обично финансира градска управа или градска четврт на чијој површини се налази парк или власник прилегле зграде. Функција парка је естетска или релаксациона. Људи парк користе за шетњу, седење или одмарање а деца се у њему играју.
Типични парк садржи стабла, жбуње, путеве, стазе и алеје са цвећем. Паркови често садрже и водене површине: језерца, базене или потоке. Може да буде ограђен и да садржи разне декоративне објекте као и скулптуре или фонтане.
Некад државно или локално руководство проглашава неки парк „народним парком“ или националним парком - предео са циљем очувања природе, често због тога што ту расту биљке ендемити или угрожене животиње.
Градски паркови поред осталог смањују загађеност ваздуха а за време великих врућина могу да снизе топлоту у градовима.

## Историја парка

### Стари век
Источњачки врт
Овај врт налазимо код Египћана, Медијаца, Персијанаца, Индуса, Вавилонаца, Кинеза. Вртови су се третирали на архитектонски начин. У Асирији је врт извор благостања и то је племенито занимање и свети посао. Источњачки врт је правилног облика и симетричан изузев код Кинеза који су градили асиметричне вртове органских форми. Овај врт је имао јаке зидове на правоугаоној основи, и на укрштању две ортогоналне главне комуникације (које формирају крст у оквиру унутрашњости парка), се налазила вода, имао је хлад од високог растиња и у њему није било цвећа.
Висећи вртови
Најзначајнији паркови у изградњи вртне архитектуре из Месопотамије су Висећи вртови Семирамиде у Вавилону које су у античко време били сматрани за једно од седам чуда света. Приписују се краљици Семирамиди која се поистовећује са асирском краљицом Шамурамант (809. п. н. е. - 782. п. н. е.) док је то по другом мишљењу изградио за своју жену Навукодоносор II (605. п. н. е. - 562. п. н. е.) Ови вртови се до данас не могу локализовати тако да проф. Кеј Бридерсон изражава сумњу да они постоје само у људској фантазији.
Ови вртови су имали 20 спратова и били су високи 25 m. Иако највероватније израз висећи није адекватан и настао је током превођења старогрчких извора и пре би одговарао израз кровни или терасасти вртови који су били на уздигнутим терасама.
Египатски врт
Египатски врт је у строгим геометријским формама у праволинијском поретку и приказан је на многим фрескама од стране египатских сликара у мастабама на пример. Ограђен је зидом и ослоњен на водену површину реке Нила, има дрвореде, базене са лотосима, цвеће које је оивичено живицом.
Из доба Египта остао нам је један мали модел парка у гробу Мекерлеа поглавара фараона Ментухотепа II (2061. п. н. е. - 2010. п. н. е.). Из времена Рамзеса III познато је 513 различитих паркова. Врхунац градње вртова је у доба Новог царства између 1550. п. н. е. и 1080. п. н. е. када су владали Тутмозис III, Акхенатон, Рамзес II, и Тутанкамон.
Кинески вртови
Развој кинеске вртне уметности се датира у 3000. п. н. е. Кинески врт се у основи разликује од египатских вртова и вртова у Европи који су се развијали све до доба ренесансе и садржи цео ред знакова и симбола и његов циљ је формирање хармоније између земље, неба, стена, воде, дрвећа, путева и биља ( седам ствари у врту). Преко воде односно потока пролази се преко полукружних мостића који у односу са виђеним одразом формирају правилан круг који је кинески симбол за небо.
Кинески врт се заснива на природним облицима и разликујемо
- - Врт очараности
  - Врт ужаса
  - Врт разоноде

Грчко - романски врт
У Грчкој и Риму су били јавни вртови и чувени су Хадријанови вртови. Јављају се и артијумски вртови који повезују врт и кућу. Овакви атријумски типови зграда са атријумским вртовима јављају се још и данас у савременој архитектури. У Грчкој и Риму вртови су ортогонално саздани. За украшавање вртова Римљани су користили и скулптура а било је познато и поткресивање шибља.

### Средњи век
- Паркови у Италији и Француској

Су правилни геометријски вртови који садрже и воћњаке и леје, базене за купање, волијере и виваријуме, као и друга обележја, маште и идеја којих је било јако много и ако не толико финансијских могућности да се те идеје адекватно реализују. Били су омеђени зидом правоугаоним у основи, у средини се налазила фонтана, априлак са цвећем и травом који је био оивичен дрвећем у виду правоугаоника, клупе а све стазе су биле праве. То су биле невелике површине у оквиру манастира или замкова.
- Маварски вртови на Иберијском полуострву у Шпанији

Били су вртови чаробњаштва воде у којима су се налазили фонтане, водоскоци, базени и рибњаци. Познате су чувене баште у Алхамбри, Гренади, Севиљи са лепим фонтанама. Комуникације су биле ортогоналне и праволинијске уклапали су се у зграде и били су ограђени зидовима.

### Ренесанса
- Паркови у Италији
- Паркови у Француској

Ренесансни паркови су правилних облика и нису великих димензија, ограђени су и каскадно су денивелисани на равној површини и подупрти су потпорним зидовима. Познати су Белведерски вртови у Ватикану архитекте Брамантеа или вртови у вили д' Есте у Сен Жермен-Ен-Ле.

### Барокни паркови
- Италија, врт- парк
- Француска, врт- парк
- Енглески врт- парк

Барокна уметност градње паркова у Италији није донела битних промена и развија се углавном то што се дешавало у периодима ренесансе. Барокни парк се развија у два правца један је под утицајем домородачке уметности а други под утицајем француске вртне архитектуре.
У Француској су посебно значајни паркови у сливу реке Лоаре око замкова. Луј XIV се појављује као значајна личност у погледу наредбодавца а архитекта Андре ле Нотр је био извођач – градитељ вртне архитектуре. Прво велико дело Ле Нотра је био дворац Во–Ле–Виконт по жељи министра Никола Фукеа. После смрти Фукеа све његове уметнике је преузео Луј XIV Краљ Сунце и 1663. године започиње градњу Версаја. Поред парка дворца Версаја Ле Нотр је градио и изван своје земље и у Енглеској је добио титулу племића. Француски паркови су правилни паркови за разлику од неправилних енглеских паркова. После Француске револуције страдали су многи паркови племића али је Версаљ био поштеђен. Луј XIV се повлачи у Трианон, део Версаја и парк животари до времена када се откривају културна наслеђа. Основни елеменат француског врта је партер и главна перспектива. У партеру су главне површине денивелисане на равном терену испред дворца. То су цветне површине уобличене декоративно. По свом начину обраде партери су имали називе, као чипкасти партер, водени партер и слично. Главна перспектива се остварује дуж главне алеје која као завршетак има неки објекат, водену површину или се као у Версају протеже унедоглед. Споредним перспективама се наглашавају интересантни делови парка. Шетна алеја је покривена сводом од зеленила. Усамљено дрво се не јавља и оно је предодређено за скупно деловање. Шуме и шумарци су градирани по висини и тако се налазе од партера до високих шума. Живица која се поткресује у виду стереометријских форми се налази у виду палисада које заклањају погледе. Скулптуре су из грчке митологије. Денивелисани терен се савлађује степеништима. Оранжерије су покретне шуме у сандуцима. Општа концепција имала је тенденцију да посетиоца води тако да он мора у себи да носи мисли о величанствености простора и да је гоњен радозналошћу. Углавном се улагало много труда да се поново створи природа.
Енглески природни паркови су засновани на приближавању природи, ту се не употребљавају строге геометријске форме и симетрије и примењују се органске форме. Виљам Шемберс је скренуо пажњу на особености кинеског парка и створио нови правац у вртној архитектури у Европи. Тако и данас постоје два прилаза у решавању вртне архитектуре и хортикултуре један је геометријски правилан француски парк док је супротност њему енглески парк који се залаже за примену органских и природних облика који имитирају природне расподеле и нису геометризирани.

## Модеран парк
- Томас Черч (САД)
- Бурле Маркс (Бразил)
- Густав Аман (Швајцарска)
- Г. А. Џелајко (Енглеска)
- Х. Ф. Випкинг (Немачка)

Зеленило је све значајније у људском животу. Неопходан је приснији додир са природом и то је физиолошка потреба која је променила схватања о парковима и зеленилу у граду. Зеленило побољшава микроклимат тамо где природни климат губи свој значај. Зеленило изазива емоције на посматрача и вештина уређивања градова заснива се на укусу и мери. Данас у целом свету постоје закони о заштити природе.
- Природни резерват који је заштићен од сваке промене у њему.
- Национални парк у коме се дозвољавају мање интервенције које не нарушавају основни карактер предела.
- Резервати у посебним природним условима који се користе за изградњу бања, паркова, шума и дозвољава се пољопривреда и изградња насеља.

Остали предели изван ових резервата су слободни простори али се и они морају чувати и неговати.
Савремени парк мора бити вишенаменски и за разне врсте посетилаца.
- Мирни део (тихи део за старије особе)
- Забавни део (бучни део за младеж)
- Део са изразитим спортским садржајима- нешто шире изолован.
- Дечји парк (долази у обзир приликом решавања већих паркова)

Парк је најпривлачнији део градског живота и у њему треба организовати и неки друштвени живот. Улаз у парк је обично врло наглашен. Калемегдан има веома лепо решен улаз и сматра се једним од најлепших паркова у свету. Парк треба сваком да пружи по неку удобност. Праве стазе нису добре јер дају увек исту перспективу док органске криве стазе пружају различите утиске. Степенице дају велике композиционе могућности. Вода је врло важна за парк који мора имати и пропланака. Пожељно у савременим парковима је разнобојно цвеће које цвета а мрежом стаза се обезбеђује лаки преглед и увођење до појединих центара.
О парковима и цвећу се брину баштовани а постоји дилема дали треба да их пројектују и изводе архитекти или хортикултуристи.

## Дизајн
Дизајн парка може да одређује опсег његових корисника. Шетачи се могу осећати несигурно на стази мешовите употребе, којом доминирају брзи бициклисти или коњи. Различито уређење пејзажа и инфраструктуре може чак да утиче на стопу коришћења паркова међу децом у зависности од пола. Искуства стечене из мода употребе два редизајнирана бечка парка сугеришу да стварање више полузатворених игралишта у парку може да подстакне једнаку учесталост коришћења простора међу девојчицама и дечацима.
Паркови су део урбане инфраструктуре: за физичку активност, за окупљање и дружење породица и заједница или за једноставан предах. Истраживање открива да људи који вежбају на отвореном на зеленим површинама имају више користи од тих физичких активности у погледу менталног здравља. Обезбеђивање простора за активности особа свих старосних доба, способности и ниво прихода је важно за физичко и ментално благостање јавности.
Паркови такође могу да буду корисни за опрашиваче, а неки паркови (попут Солтдин Овала у Источном Сасексу) су били редизајнирани тако да пружају бољи приступ полинаторима. Неке организације, попут Ксеркес друштва такође промовишу ову идеју.

## Најчешћи биљни материјал у парковима
Звездицом су означене алохтоне и синтетисане врсте

### Дрвеће

#### Четинари
- Атласки кедар*
- Бодљива смрча*
- Панчићева оморика
- Дуглазија*
- Купресоципарис*
- Лавсонов пачемпрес*
- Црни бор
- Дугоигличава јела*
- Вирџинијска клека*
- Калифорнијски либокедар*

#### Лишћари
- Дивљи кестен
- Црни орах*
- Сребрна липа
- Млеч
- Сребрнолисни јавор*
- Амерички јасен*
- Копривић*
- Трновац*
- Црвени храст*
- Лужњак
- Бели јасен
- Хибридни платан*
- Пауловнија*
- Лалино дрво*
- Граб
- Пајавац*
- Пароција*
- Драгун*
- Дудовац*
- Кавкаска птерокарија*
- Свиласта албиција*
- Дафина*
- Кавкаска зелкова*
- Еводија*
- Маклура*
- Амерички ликвидамбар*
- Амерички мочварни храст*
- Гвоздено дрво*
- Касна липа
- Келреутерија*

### Жбуње
- Форзиција*
- Будлеја*
- Зимоцвет*
- Каликантус*
- Кинеска каликарпа*
- Кинеска жутика*
- Кисели руј*
- Крупноцветна абелија*
- Ловорвишња
- Понцирус*
- Птелеа*
- Руска дуњарица*
- Шимшир
- Сиријски хибискус*
- Тумбергова жутика*
- Штитаста дафина*
- Жешља
- Кариоптерис*
- Кинески чајни јавор*
- Лагерстремија*

### Руже*
- Сорта 'Greensleeves' из групе флорибунда.
- Сорта 'Little Prince' из групе минијатурних ружа.
- Жбунасте руже 'White Cover', 'Red Cover' и 'Gentle Cover'.
- Rosa 'Savoy Hotel' из групе чајно хибридних сорти.
- Rosa 'Winchester cathedral' из групе енглеских ружа.
- Једна од Олахових нерегистрованих сорти.
- Rosa 'Variegata de Bologna' из групе бурбонских ружа.
- Rosa 'Madame Hardy' из групе историјских ружа.

### Пузавице
- Акебија*
- Текома*
- Глицинија*
- Бршљан
(на белој тополи)
- Орлови нокти
- Крупноцветна павит*
- Петолисна вињага*
- Трорежњевита вињага*

### Перене
- Перуника*
- Дневни љиљан*
- Хоста*
- Дебела кока*
- Мачац*
- Њујоршки астер*
- Платикодон*
- Духеснеја*

### Сезонско цвеће
- Агератум*
- Зевалица
- Пркос
- Слезовача?
- Бела рада
- Шебој*
- Споменак
- Дан и ноћ

### Луковице
- Нарцис
- Лала*
- Украсни лук*
- Љиљан*
- Фритиларија*
- Кана*
- Шафран
- Ђурђевак

### Украсне траве
- Пампас трава*
- Јапанска пампас трава*
- Плава фестука*
- Црвена трава*
- Пенисетум*
- Бамбус*
- Ковиље*
- Украсно просо*